# La Vengeance d'une blonde
Ne pas confondre avec le film La Revanche d'une blonde (Legally Blonde), sorti en 2001.
Pour plus de détails, voir Fiche technique et Distribution.
La Vengeance d'une blonde est une comédie française, réalisée par Jeannot Szwarc, et sortie en 1994,,.

## Synopsis
Gérard Bréha est journaliste sur une chaîne régionale bretonne. Il présente, heureux, son dernier journal, car il vient d'être nommé présentateur du journal de 23 heures de la grande chaîne privée TV 8. Il s'installe avec sa femme Corine, comédienne, et ses deux enfants à Paris, provisoirement chez Jany (grande séductrice), la mère de Corine, pour commencer cette nouvelle vie. 
Dès sa première journée de travail, il rencontre la directrice de l'information de TV 8, Marie-Ange de la Baume, qui lui indique le pourquoi de sa mission : récupérer les téléspectateurs qui ont déserté le JT de la nuit de la chaîne.
Le même jour, il a un accrochage avec Philippe Vernon, le présentateur du journal de 20 heures de la chaîne, qui refuse de consacrer la moitié de son journal à une bande de jeunes malfrats qui inquiète depuis quelque temps. La dispute se poursuit devant les collaborateurs, à l'étage, lorsque Vernon, soudain, tombe dans l'ascenseur. La panique s'installe alors que le préfet des Hauts-de-Seine doit intervenir le soir-même dans le journal. Marie-Ange de la Baume décide alors, dans la panique de nommer Gérard présentateur par intérim du 20 heures. 
Marie-Ange tombe sous le charme de son nouveau journaliste, très pro lors de sa grande première, et lui propose alors de la suivre au Maroc.

## Fiche technique
- Titre original : La Vengeance d'une blonde
- Réalisation : Jeannot Szwarc
- Scénario : Michel Delgado, Valentine Albin, Marie-Anne Chazel, Bernard Murat
- Dialogues : Marie-Anne Chazel
- Production : Marie Meunier
- Production exécutive : Robert Benmussa
- Production associée : Richard Grandpierre
- Pays de production :  France
- Langue originale : français
- Musique : Eric Lévi
- Genre : comédie
- Durée : 94 minutes
- Date de sortie :
  - France : 26 janvier 1994

## Distribution
- Christian Clavier : Gérard Bréha
- Marie-Anne Chazel : Corine Bréha
- Clémentine Célarié : Marie-Ange de la Baume
- Thierry Lhermitte : Gilles Favier
- Annie Cordy : Jany
- Marc de Jonge : Vernon
- Philippe Khorsand : Régis Montdor
- Angelo Infanti : Giacomo Contini
- Antoine Duléry : Alex
- Franck Lapersonne : Stéphane
- Jean-Paul Muel : Castol
- Maurice Lamy : l'Albinos
- Mathias Jung : Le Grêlé
- François Toumarkine : Ventru
- Laurent Gendron : Goulot
- François Lalande : André Bourgoin, préfet des Hauts-de-Seine
- Véronique Moest : Bella
- Gary Ledoux : Jérémie Bréha
- Justine Ledoux : Alice Bréha
- Bernard Lanneau : le commissaire
- Jean-Charles Modet : un journaliste de TV8
- Éric Verhoeven : un journaliste de TV8
- Naël Kervoas : Athéna
- Urbain Cancelier : le livreur
- Michel Vivier : Raymond
- Fabienne Chaudat : la servante
- Michel Fortin : Norbert
- Emmanuelle Nataf : une jeune assistante à TV8
- Éric Taraud : le serveur
- Louba Guertchikoff : la dame (micro-trottoir)
- Arnaud-Didier Fuchs : l'intellectuel (micro-trottoir)
- Mouloud Rozen : le jeune (micro-trottoir)
- Jean-Guillaume Le Dantec : gardien TV8
- Gérard Lemaire : un gardien de TV8
- Delphine Zingg : l'assistante de TV8

## Bande son
People and Places
- Écrit par Éric Lévi, Roxanne Seeman et Philip Bailey
- Chanté par Philip Bailey et Dee Dee Bridgewater

## Box-office
Le film a fait 501 070 spectateurs lors de sa première semaine d'exploitation, se hissant à la première place, et a totalisé 2 039 370 entrées.

## Autour du film
- C'est la quinzième fois que Christian Clavier et Marie-Anne Chazel se retrouvent ensemble à l'écran, après Le Bol d'air, On aura tout vu, Vous n'aurez pas l'Alsace et la Lorraine, La Tortue sur le dos, Les héros n'ont pas froid aux oreilles, Les Bronzés, Les bronzés font du ski, Les Babas-cool, Le Père Noël est une ordure, Tranches de vie, La Vie dissolue de Gérard Floque, Mes meilleurs copains, Les Visiteurs et Grosse Fatigue. Ils retrouvent également un ancien collègue du Splendid, Thierry Lhermitte.
- Marie-Anne Chazel, Clémentine Célarié, Thierry Lhermitte et Jeannot Szwarc refont équipe 3 ans plus tard dans Les Sœurs Soleil. Christian Clavier produit ce film et y fait une apparition.
- Louba Guertchikoff, qui interprète une vieille dame qui se fait interviewer en micro-trottoir, est la mère de Marie-Anne Chazel.